# 개천초등학교
개천초등학교는 대한민국 경상남도 고성군 개천면 명성리에 있는 공립 초등학교이다.

## 학교 연혁
- 1923년 6월 4일 개천공립보통학교(4년제) 개교설립인가 5월 1일
- 1937년 4월 1일 6년제로 개편
- 1938년 4월 1일 개천공립심상소학교 교명 변경
- 1941년 4월 1일 개천공립국민학교 교명 변경
- 1981년 3월 1일 병설유치원 인가
- 1993년 3월 1일 청광분교장 통합
- 1996년 3월 1일 개천초등학교 교명 변경
- 1998년 3월 1일 좌련분교장 통합
- 2006년 12월 21일 용틀임도서관 개관
- 2023년 2월 9일 제99회 졸업식(총졸업생 3,719명)
- 2023년 9월 1일 35대 박민수 교장 부임

## 참고 자료
- 개천초등학교 - 한국교육학술정보원 학교알리미